# Houtsaegerduinen en het Kerkepannebos
De Houtsaegerduinen en het aansluitende Kerkepannebos (samen 86 ha) zijn een duin- en bosgebied in de Belgische kustgemeente De Panne. Het ligt ingesloten in de bewoning van De Panne en Sint-Idesbald. De eigenlijke Houtsaegerduinen (80 ha) werden in 1981 een beschermd landschap en hebben sinds 1989 het statuut van Vlaams natuurreservaat. Het aansluitende Kerkepannebos (6 ha) bleef door het Duinendecreet gespaard van bebouwing en werd in 2001 opgenomen in het reservaat. Tot slot maakt ook het private parkbos van het domein Houtsaeger deel uit van het natuurgebied. Het gebied is Europees beschermd als onderdeel van Natura 2000-gebied 'Duingebieden inclusief IJzermonding en Zwin' (BE2500001).
Het voormalige hoofdzakelijk open en vochtige duingebied is tegenwoordig sterk verdroogd en dichtgegroeid met natuurlijk duinstruweel. Plaatselijk zijn er nog restanten van de vroegere duingraslanden, mosduinen en vochtige duinvalleien aanwezig. De meeste oude duinakkers zijn nu bebost met elzen. Het beheer richt zich op het behoud van een gevarieerd landschap, door begrazing met historisch aanwezig huisvee (onder andere ezels). Ook oude poelen worden hersteld, vochtige duinvalleien gemaaid en woekerende ingeplante bomen verwijderd.
De uitgediepte poelen herbergen momenteel opnieuw een rijke water- en oevervegetatie met onder andere kranswieren, paarbladig fonteinkruid en het zeldzame kruipend moerasscherm.